# Kylie Palmer
Kylie Jayne Palmer OAM (* 25. Februar 1990 in Brisbane) ist eine australische Freistilschwimmerin.

## Werdegang
Kylie Palmer startet seit den Commonwealth Games 2006 bei internationalen Großereignissen für Australien. Dort wurde sie Fünfte auf der 400-m-Freistilstrecke. Während ihrer ersten Weltmeisterschaften 2007 in Melbourne erreichte sie über 800 m Freistil das Finale und wurde in diesem Achte und damit Letzte. Den endgültigen Durchbruch schaffte Palmer bei den Kurzbahnweltmeisterschaften 2008 in Manchester. Sie gewann über 200 und 400 m Freistil und wurde Zweite über 800 m. Die vierte Medaille gewann sie als Drittplatzierte mit der 4 × 200-m-Freistilstaffel.
Bei den Olympischen Spielen 2008 in Peking trat die junge Australierin über zwei Strecken an. Mit Stephanie Rice, Bronte Barratt und Linda Mackenzie in der 4 × 200-m-Freistilstaffel gewann sie am 14. August mit der Weltrekordzeit von 7:44,31 Minuten die Goldmedaille vor den favorisierten Staffeln aus China und den USA. Dabei war sie an dritter Position schnellste Schwimmerin Australiens und übergab mit einem Vorsprung von 3,14 Sekunden.
Mit 8:14,11 Minuten stellte Palmer einen Commonwealth-Rekord über 800 Meter bei den australischen Kurzbahnmeisterschaften 2008 auf. Bei den Commonwealth Games 2010 in Neu-Delhi gewann sie die Goldmedaille über 200 m Freistil und mit der 4 × 200-m-Freistilstaffel sowie die Silbermedaille über 400 m Freistil.
Im Juni 2015 wurde sie suspendiert und aus der australischen Mannschaft für die Weltmeisterschaften gestrichen, weil sie schon bei den Weltmeisterschaften 2013 bei einer Dopingkontrolle positiv auf Furosemid getestet worden war. Sie bestritt die Anschuldigung. Nach dem WM wurde Palmer von der FINA verwarnt.
Für ihre Verdienste um den Sport als Goldmedaillengewinnerin bei den Olympischen Spielen 2008 in Peking wurde sie 2009 mit der Medaille des Order of Australia ausgezeichnet.

## Rekorde
- Weltrekorde (1): 4 × 200 m Freistil (mit Rice, Barratt, Mackenzie) 7:44,31 min, 14. August 2008 in Peking